# Współczynnik kontyngencji
Współczynnik kontyngencji (współczynnik kontyngencyjny lub współczynnik kontyngencji Pearsona, C Pearsona) – jedna z miar zależności, współczynnik określający poziom zależności pomiędzy dwiema zmiennymi nominalnymi z których przynajmniej jedna zawiera trzy albo większą liczbę potencjalnie przyjmowanych wartości.
Przykład zastosowania: próba oszacowania związku pomiędzy kolorem oczu rodziców (możliwe wartości: niebieski, zielony, brązowy) a kolorem oczu ich dzieci (możliwe wartości: niebieski, zielony, brązowy).

## Wzór
Współczynnik C Pearsona wyznacza się z wykorzystaniem nastepującego wzoru:
{\displaystyle C={\sqrt {\frac {\chi ^{2}}{n+\chi ^{2}}}},}
gdzie n to liczebność próby, zaś {\displaystyle \chi ^{2}} to statystyka chi-kwadrat.